# Hordes of Chaos
Hordes of Chaos dvanaesti je studijski album njemačkog thrash metal sastava Kreator. Objavljen je 13. siječnja 2009. godine, a objavila ga je diskografska kuća Steamhammer.
Album je opisan kao najživahniji album sastava, zbog brzih gitarskih solo dionica, brzog tempa bubnjeva i određenih melodija. Cijeli album snimljen je na analognom kasetofonu. Pjevač Mille Petrozza izjavio je kako je ovo prvi put da su ovako snimili album nakon albuma Pleasure to Kill iz 1986. godine. Rekao je da album "kombinira najbolje trenutke iz prijašnjih albuma s intenzivnošću i iskustvom 2009 godine."

## Popis pjesama
| 1.    | »Hordes of Chaos (A Necrologue for the Elite)« | 5:04 |
| 2.    | »War Curse«                                    | 4:10 |
| 3.    | »Escalation«                                   | 3:24 |
| 4.    | »Amok Run«                                     | 4:13 |
| 5.    | »Destroy What Destroys You«                    | 3:13 |
| 6.    | »Radical Resistance«                           | 3:43 |
| 7.    | »Absolute Misanthropy«                         | 3:37 |
| 8.    | »To the Afterborn«                             | 4:53 |
| 9.    | »Corpses of Liberty« (instrumental)            | 0:55 |
| 10.   | »Demon Prince«                                 | 5:17 |
| 38:29 |                                                |      |

## Zasluge
Kreator
- Mille Petrozza – vokali, gitara
- Sami Yli-Sirniö – gitara
- Christian Giesler – bas-gitara
- Jürgen "Ventor" Reil – bubnjevi

Ostalo osoblje
- Torsten Otto – inženjer zvuka
- Harald Hoffmann – fotografija
- Ted Jensen – mastering
- Moses Schneider – produciranje
- Colin Richardson – miksanje
- Joachim Luetke – omot albuma, ilustracije
- Tim Schuldt – pred produkcija
- Joel McIver – zapisi
- Rico Spitzner – dodatni inženjer zvuka
- Oli Wright – dodatno miksanje
- Matt Hyde – inženjer zvuka